# 男子砲丸投世界記録の推移
男子砲丸投の最初の世界記録は、1912年に国際陸上競技連盟により認定された。この最初の記録は1909年にラルフ・ローズが記録した15.54mであった。

## 記録の推移
|  | 承認   |
|  | 未承認 |

| 記録    | 選手                               | 記録日        | 記録地                               |
| ------- | ---------------------------------- | ------------- | ------------------------------------ |
| 15.54 m | ラルフ・ローズ (USA)               | 1909年8月21日 | アメリカ合衆国、サンフランシスコ     |
| 15.79 m | エミール・ヒルシュフェルト (GER)   | 1928年5月6日  | ドイツ、ブレスラウ                   |
| 15.87 m | ジョン・クック (USA)               | 1928年7月29日 | オランダ、アムステルダム             |
| 16.04 m | エミール・ヒルシュフェルト (GER)   | 1928年8月26日 | ドイツ、ボーフム                     |
| 16.04 m | František Douda (TCH)              | 1931年10月4日 | チェコスロバキア、ブルノ             |
| 16.05 m | Zygmunt Heljasz (POL)              | 1932年6月29日 | ポーランド、ポズナン                 |
| 16.16 m | レオ・セクストン (USA)             | 1932年8月27日 | アメリカ合衆国、フリーポート         |
| 16.20 m | František Douda (TCH)              | 1932年9月24日 | チェコスロバキア、プラハ             |
| 16.48 m | John Lyman (USA)                   | 1934年4月21日 | アメリカ合衆国、パロアルト           |
| 16.80 m | Jack Torrance (USA)                | 1934年4月27日 | アメリカ合衆国、Des Moines           |
| 16.89 m | Jack Torrance (USA)                | 1934年6月30日 | アメリカ合衆国、ミルウォーキー       |
| 17.40 m | Jack Torrance (USA)                | 1934年8月5日  | ノルウェー、オスロ                   |
| 17.68 m | Charlie Fonville (USA)             | 1948年4月17日 | アメリカ合衆国、ローレンス           |
| 17.79 m | ジム・フックス (USA)               | 1949年7月28日 | ノルウェー、オスロ                   |
| 17.82 m | ジム・フックス (USA)               | 1950年4月29日 | アメリカ合衆国、ロサンゼルス         |
| 17.90 m | ジム・フックス (USA)               | 1950年8月20日 | スウェーデン、ヴィスビュー           |
| 17.95 m | ジム・フックス (USA)               | 1950年8月22日 | スウェーデン、エシルストゥーナ       |
| 18.00 m | パリー・オブライエン (USA)         | 1953年5月9日  | アメリカ合衆国、フレズノ             |
| 18.04 m | パリー・オブライエン (USA)         | 1953年6月5日  | アメリカ合衆国、コンプトン           |
| 18.42 m | パリー・オブライエン (USA)         | 1954年5月8日  | アメリカ合衆国、ロサンゼルス         |
| 18.43 m | パリー・オブライエン (USA)         | 1954年5月21日 | アメリカ合衆国、ロサンゼルス         |
| 18.54 m | パリー・オブライエン (USA)         | 1954年6月11日 | アメリカ合衆国、ロサンゼルス         |
| 18.62 m | パリー・オブライエン (USA)         | 1956年5月5日  | アメリカ合衆国、ソルトレイクシティ   |
| 18.69 m | パリー・オブライエン (USA)         | 1956年6月15日 | アメリカ合衆国、ロサンゼルス         |
| 19.06 m | パリー・オブライエン (USA)         | 1956年9月3日  | アメリカ合衆国、ユージーン           |
| 19.25 m | パリー・オブライエン (USA)         | 1956年11月1日 | アメリカ合衆国、ロサンゼルス         |
| 19.25 m | ダラス・ロング (USA)               | 1959年3月28日 | アメリカ合衆国、サンタバーバラ       |
| 19.30 m | パリー・オブライエン (USA)         | 1959年8月1日  | アメリカ合衆国、アルバカーキ         |
| 19.38 m | ダラス・ロング (USA)               | 1960年3月5日  | アメリカ合衆国、ロサンゼルス         |
| 19.45 m | ビル・ニーダー (USA)               | 1960年3月19日 | アメリカ合衆国、パロアルト           |
| 19.67 m | ダラス・ロング (USA)               | 1960年3月26日 | アメリカ合衆国、ロサンゼルス         |
| 19.99 m | ビル・ニーダー (USA)               | 1960年4月2日  | アメリカ合衆国、オースティン         |
| 20.06 m | ビル・ニーダー (USA)               | 1960年8月12日 | アメリカ合衆国、Walnut               |
| 20.08 m | ダラス・ロング (USA)               | 1962年5月18日 | アメリカ合衆国、ロサンゼルス         |
| 20.10 m | ダラス・ロング (USA)               | 1964年4月4日  | アメリカ合衆国、ロサンゼルス         |
| 20.20 m | ダラス・ロング (USA)               | 1964年5月29日 | アメリカ合衆国、ロサンゼルス         |
| 20.68 m | ダラス・ロング (USA)               | 1964年7月25日 | アメリカ合衆国、ロサンゼルス         |
| 21.52 m | ランディ・マトソン (USA)           | 1965年5月8日  | アメリカ合衆国、カレッジステーション |
| 21.78 m | ランディ・マトソン (USA)           | 1967年4月23日 | アメリカ合衆国、カレッジステーション |
| 21.82 m | Al Feuerbach (USA)                 | 1973年5月5日  | アメリカ合衆国、サンノゼ             |
| 22.86 m | Brian Oldfield (USA)               | 1975年5月10日 | アメリカ合衆国、エルパソ             |
| 21.85 m | Terry Albritton (USA)              | 1976年2月21日 | アメリカ合衆国、ハワイ州、ホノルル   |
| 22.00 m | アレクサンドル・バリシニコフ (URS) | 1976年6月10日 | フランス、パリ                       |
| 22.15 m | ウド・バイヤー (GDR)               | 1978年7月6日  | スウェーデン、ヨーテボリ             |
| 22.22 m | ウド・バイヤー (GDR)               | 1983年6月25日 | アメリカ合衆国、ロサンゼルス         |
| 22.62 m | ウルフ・ティンマーマン (GDR)       | 1985年9月22日 | ドイツ、ベルリン                     |
| 22.64 m | ウド・バイヤー (GDR)               | 1986年8月20日 | ドイツ、ベルリン                     |
| 22.72 m | アレッサンドロ・アンドレイ (ITA)   | 1987年8月12日 | イタリア、ヴィアレッジョ             |
| 22.84 m | アレッサンドロ・アンドレイ (ITA)   | 1987年8月12日 | イタリア、ヴィアレッジョ             |
| 22.91 m | アレッサンドロ・アンドレイ (ITA)   | 1987年8月12日 | イタリア、ヴィアレッジョ             |
| 23.06 m | ウルフ・ティンマーマン (GDR)       | 1988年5月22日 | ギリシャ、ハニア                     |
| 23.12 m | ランディー・バーンズ (USA)         | 1990年5月20日 | アメリカ合衆国、ロサンゼルス         |
| 23.37 m | ライアン・クルーザー (USA)         | 2021年6月18日 | アメリカ合衆国、ユージーン           |
| 23.56 m | ライアン・クルーザー (USA)         | 2023年5月27日 | アメリカ合衆国、Westwood             |